# AG600水陆两栖飞机
AG600鲲龙是由中国航空工业集团下属公司制造的多功能飛行艇，设计用于灭火、水上救援等综合任务。

## 设计
AG600的总设计师为黄领才，搭载4台涡桨-6涡轮螺旋桨发动机，最大起飞重量49吨，最大航程超过4,500 km（2,800 mi），翼展达38.8米，巡航速度为480千米/小时，救助半径864海里（1600千米），一次可救助50人，抗浪高度达2.0米。原计划于2015年首飞，后推迟到2017年12月24日在珠海金湾机场首飞。
作为一款多用途飞机，AG600将被应用于大型灭火，水上救援，物资投送等多种任务。执行森林灭火任务时候，能在20秒内汲水12吨。执行水面救援任务，一次可搭载50名遇险人员。

## 历史
2017年12月5日，AG600通过首飞技术质量评审和首飞放飞评审。 
2017年12月24日9点40分，AG600在广东珠海首飞成功。12月24日10点43分，AG600平稳降落在珠海金湾机场，标志着此次首飞成功。
2018年10月1日，AG600在湖北荆门漳河机场完成了首次水上高速滑行试验。试验检测了不同襟翼构型下，飞机在水上高速滑行时，姿态保持稳定性、姿态变化控制特性、喷溅特性等性能。
2018年10月20日，AG600在湖北荆门漳河机场完成了水上首飞。
2020年7月26日，AG600在山东青岛附近海域，成功实现海上首飞，为下一步飞机进行海上试飞科目训练及验证飞机相关性能奠定了基础。这是AG600飞机继2017年陆上首飞、2018年水上首飞之后的第三次首飞。
2021年12月26日，AG600-1003架机总装下线。2022年2月8日，AG600-1003架机完成首次试車。4月表示将有序推动首飞工作。
2022年5月31日，第一次出场的AG600新构型，在廣東珠海成功首飛。
2022年9月10日，第二架AG600M鲲龙在广东珠海金湾机场完成了首次飞行试验。9月27日，鲲龙AG600M飞机完成12吨投汲水试验。
2022年12月9日，第三架鲲龙AG600M在广东珠海首飞成功。
2023年2月25日，第四架AG600M在广东珠海首次飞行成功。
2024年7月23日，AG600进入中国民用航空局規定的审定试飞阶段。
2025年2月28日，AG600全部试飞科目完成。
2025年4月20日，AG600获颁型号合格证。
2025年5月，AG600批产首架飞机（编号1101）总装下线。18日完成生产试飞。
2025年6月11日，AG600在获颁中国民航局生产许可证。
2025年8月17日，第二架AG600完成试飞。

## 参数与性能
参考资料：AerospaceTechnology.com, Popular Science, Flight Global, Guo and militaryfactory.com
基本信息
- 机组：3名機師
- 容量：50名乘客

性能